# Herbert Fandel

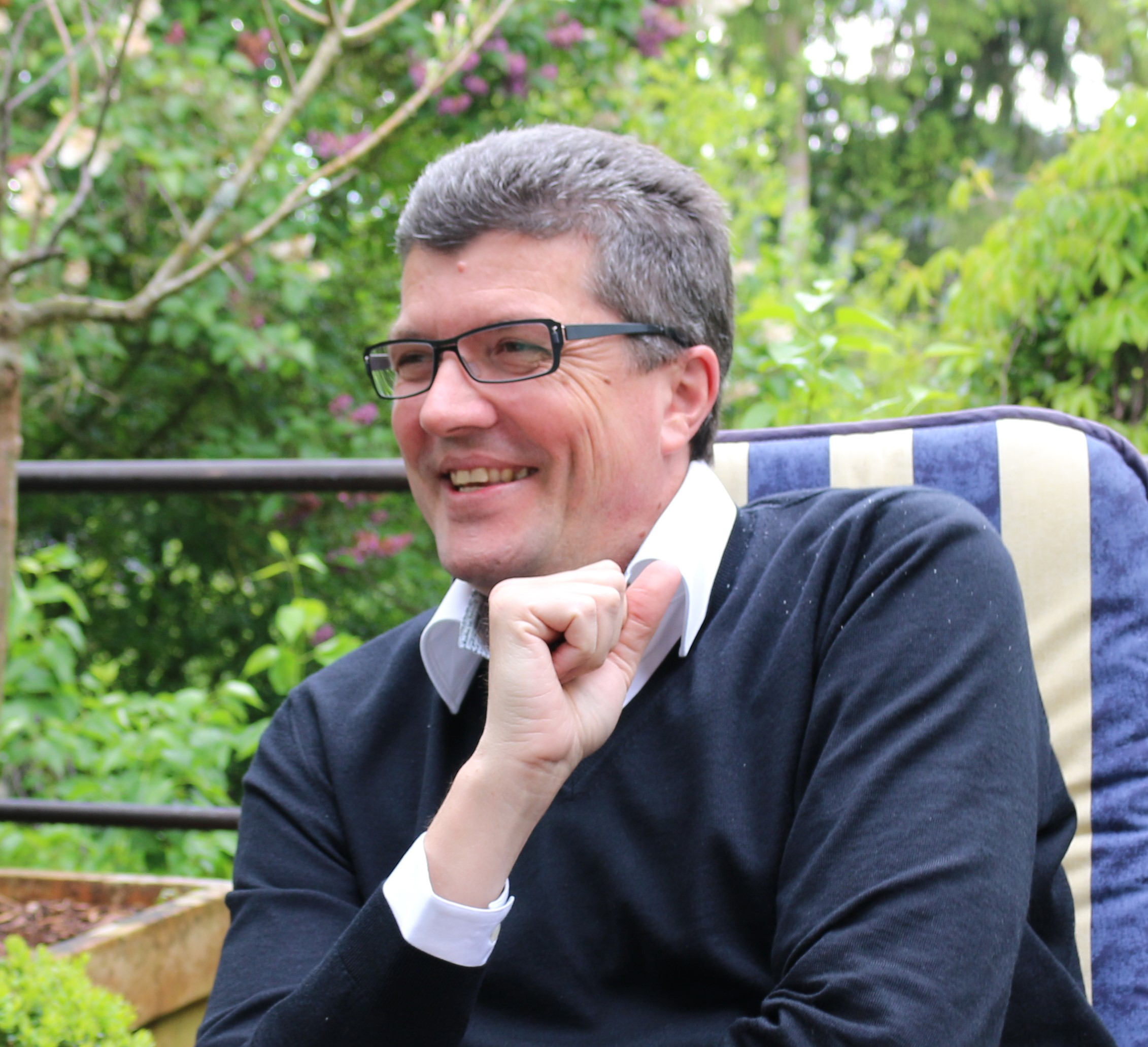
Herbert Fandel (2014)

Herbert Fandel (* 9. März 1964 in Bitburg) ist ein deutscher Pianist und ehemaliger Fußballschiedsrichter sowie derzeitiger Fußballfunktionär.

## Leben
Fandel wuchs in Utscheid-Rußdorf auf; er besuchte das Gymnasium in Neuerburg und legte 1983 dort das Abitur ab. Hauptberuflich ist Fandel Pianist und seit 1999 Schulleiter der Kreismusikschule Bitburg-Prüm. 2010 wurde er Leiter des Kulturamtes im Eifelkreis Bitburg-Prüm.
Seine musikalische Karriere begann Herbert Fandel mit einem Musikstudium im Fach Klavier in Köln, Wien und Salzburg. Er war Sieger des Mendelssohn-Wettbewerbs 1988 in Köln, spielte Rundfunkaufnahmen ein und gab Konzerte im In- und Ausland.

## Laufbahn im Fußball

### Als aktiver Schiedsrichter
Fandel, der seit 1979 im Besitz des Schiedsrichterscheins ist, begann seine Schiedsrichterkarriere in der Eifel beim Fußballverein DJK Utscheid. 1989 wurde er in die DFB-Schiedsrichterliste aufgenommen. Ab 1993 leitete er mehr als 50 Partien in der Zweiten Liga und ab 1996 insgesamt 247 Bundesligaspiele.
Ab 1998 war Fandel FIFA-Schiedsrichter. Er nahm 2000 an den Olympischen Spielen in Sydney teil und war Schiedsrichter der EM 2008 in Österreich und der Schweiz, zunächst mit den Vorrundenbegegnungen Portugal gegen Türkei und Niederlande gegen Frankreich. Am 22. Juni 2008 leitete Fandel in Wien die Viertelfinalbegegnung zwischen Spanien und Italien. Weitere Turnierteilnahmen und besondere Spiele waren:
- 1998: U16-Fußball-Europameisterschaft (Schottland)
- 1999: Meridian Cup (Südafrika)
- 2000: U21-Fußball-Europameisterschaft (Slowakei)
- 2003: Kirin Cup (Japan)
- 2004: DFB-Pokalfinale (Deutschland)
- 2005: Konföderationen-Pokal (Deutschland)
- 2006: DFB-Pokalfinale (Deutschland)
- 2006: UEFA-Pokal-Finale (Eindhoven)
- 2007: UEFA-Champions-League-Finale (Athen)
- 2008: Fußball-Europameisterschaft 2008 (Österreich und Schweiz)

Darüber hinaus hatte er zahlreiche Einsätze in der UEFA Champions League und im UEFA-Pokal.
In den Spielzeiten 2000/01, 2004/05 und 2006/07 sowie in der Saison 2007/2008 zusammen mit Markus Merk wurde Fandel vom Unparteiischen-Ausschuss des DFB zum deutschen Schiedsrichter der Saison gewählt.
In der Bundesliga zeigte Fandel in 247 Begegnungen 1041-mal die Gelbe, 47-mal die Gelb-Rote und 26-mal die Rote Karte.
Am 2. Juni 2007 leitete er in Kopenhagen die Partie der EM-Qualifikation zwischen Dänemark und Schweden. Auf Hinweis seines Assistenten Volker Wezel zeigte er in der 89. Minute dem dänischen Spieler Christian Poulsen nach dessen Schlag im eigenen Strafraum gegen Markus Rosenberg regelkonform die Rote Karte und entschied auf Strafstoß. Daraufhin wurde er von einem dänischen Fan körperlich angegriffen und am Hals getroffen. Er brach daher das Spiel beim Stande von 3:3 ab. Die UEFA wertete die Partie später gemäß den Regularien als Sieg der schwedischen Mannschaft.
Seine internationale Erfahrung als Fußballschiedsrichter gibt Fandel auch in Vorträgen weiter. Im Juni 2009 beendete er seine Schiedsrichterlaufbahn.

### Als Funktionär
Am 21. Mai 2010 wurde Herbert Fandel Vorsitzender der DFB-Schiedsrichter-Kommission, seit 2011 war er ebenfalls Mitglied der UEFA-Schiedsrichter-Kommission. Ende 2017 warf der damalige FIFA-Schiedsrichter Manuel Gräfe der Schiedsrichterführung um Fandel und Hellmut Krug „systematisches Mobbing, Vetternwirtschaft und einen schlechten Führungsstil“ vor. Zudem hätten Krug und Fandel nachträglich die Korrektur der Benotung durch offizielle Schiedsrichterbeobachter gefordert, um die Notenrankings der Bundesligaschiedsrichter zu Ungunsten einiger Schiedsrichter zu beeinflussen. Eine Untersuchung der DFB-Ethikkommission sowie durch einen vom DFB beauftragten Rechtsanwalt, entlastete Krug und Fandel vom Vorwurf des Mobbings, stellte jedoch „kritikwürdige unmoderne Mitarbeiterführung“ fest. Fandel blieb zunächst im Amt, besuchte aber keine Lehrgänge der Elite-Schiedsrichter mehr. Im Juni 2018 trat er schließlich vom Vorsitz der DFB-Schiedsrichter-Kommission zurück, aus der UEFA-Schiedsrichter-Kommission schied er 2019 aus.
Zum 1. September 2022 wurde Fandel vom Belgischen Fußballverband KBFV zum Vorsitzenden der belgischen Schiedsrichterkommission ernannt.

## Privates
Herbert Fandel lebt in Kyllburg, ist verheiratet und hat zwei Kinder.